# 芬兰伏特加

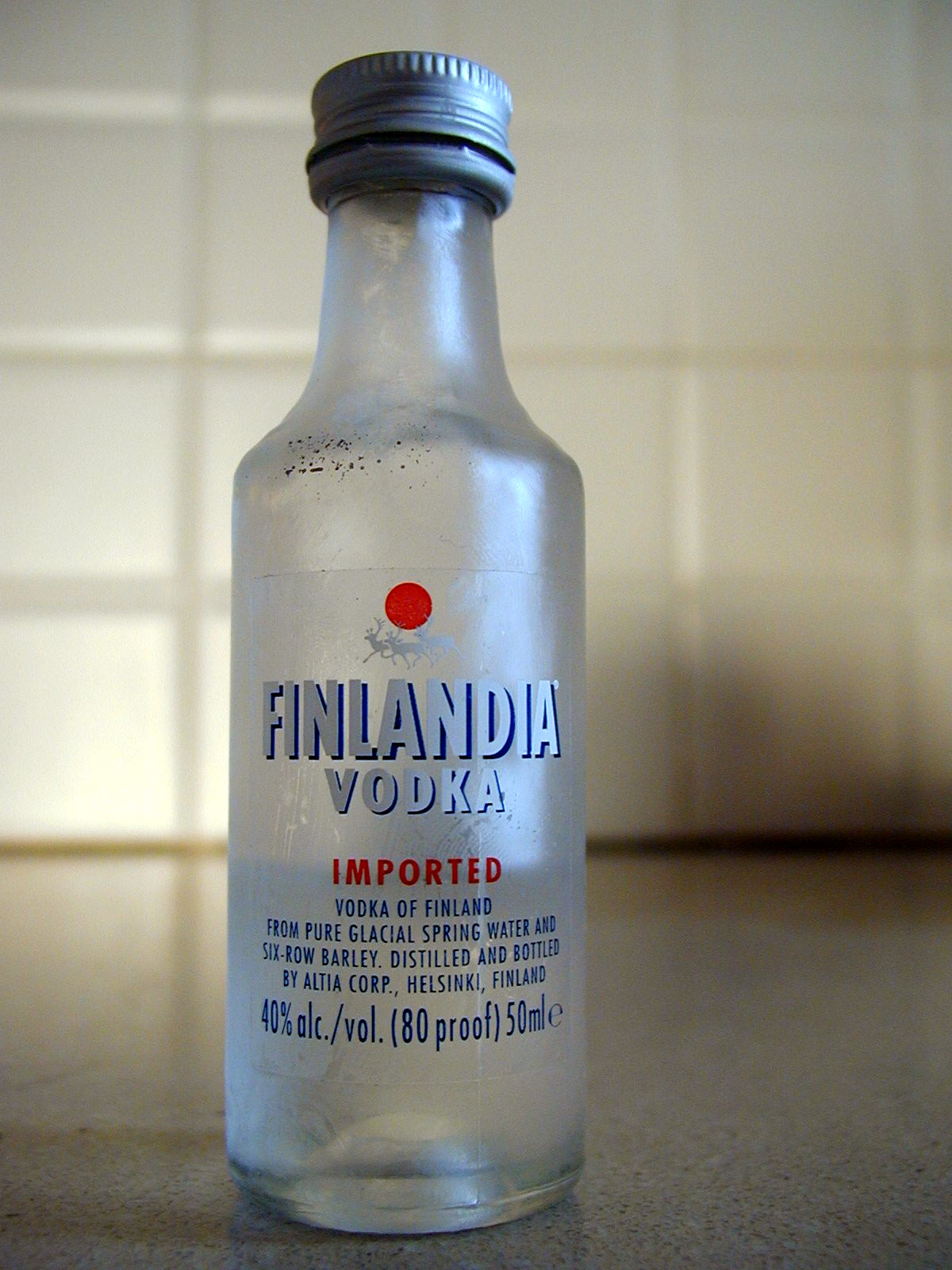
“Finlandia”品牌的芬兰伏特加

芬兰伏特加（芬蘭語：Suomalainen Vodka，瑞典語：，英語：-{Vodka of
Finland}-）是在芬兰境内酿造的符合一些特定条件的伏特加，为欧盟境内地理标志产品。芬兰伏特加也名列在《中欧地理标志协定》第二条第三款的名单中。

## 法定定义
根据芬兰的《酒精饮料和烈性酒法令》，只有符合下列条件的饮料才能称为“芬兰伏特加”，才可以在包装上标注、（分别为芬兰语、瑞典语和英语）：
1. 必须符合欧盟法令 EC N:o 110/2008 中有关伏特加的规定；
2. 必须是从芬兰境内种植的谷物或土豆酿制的乙醇；
3. 制作中所用的水必须是芬兰的地下水或泉水，并没有经过过滤或其它方法进一步处理过；
4. 不能额外添加颜色；
5. 应该是无色且透明；
6. 必须是在芬兰酿造的，但可以在芬兰之外装瓶。

符合上面规定的伏特加可以添加从水果、浆果、蔬菜或香料中提取的香味来调味。